# Lit-clos

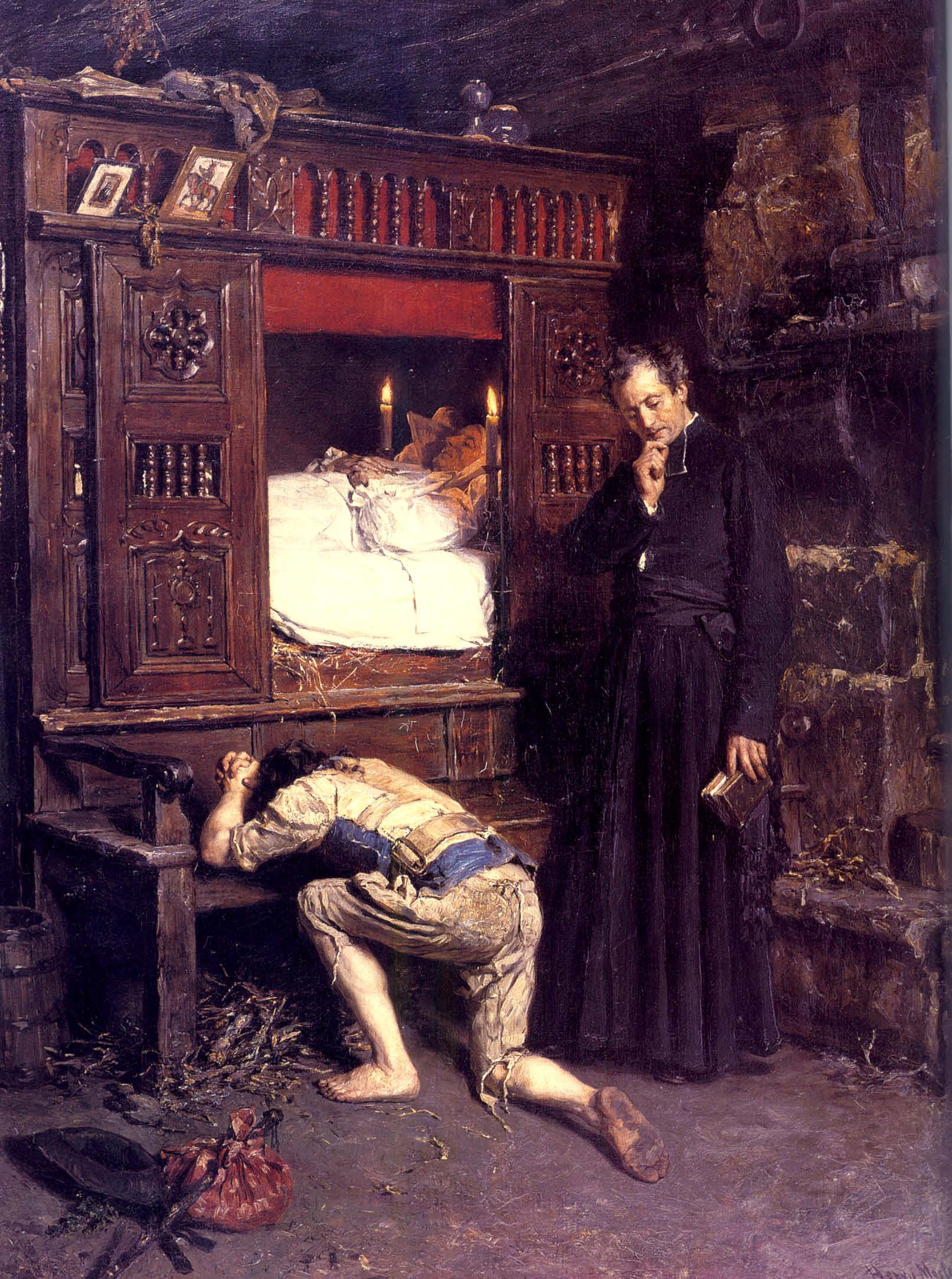
Le Retour du fils prodigue d'Henry Mosler (1879, musée départemental breton de Quimper).

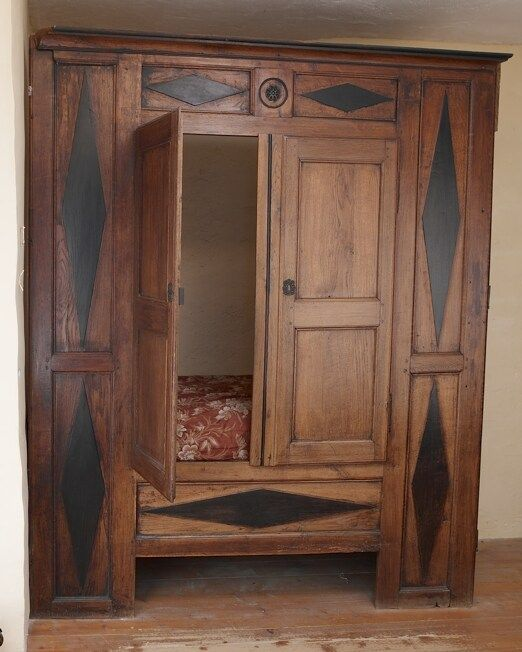
Lit-clos, première moitié du XIXe siècle, collection des Musées départementaux de la Haute-Saône.

Le lit-clos est un lit enclos dans un meuble en forme d'armoire profonde, ajouré ou non et juché sur quatre hauts pieds.

## Présentation
Le lit-clos étant fermé de tous côtés de panneaux de bois, on y pénètre en ouvrant une porte sur charnière ou en faisant coulisser une ou deux portes sur glissières. Le lit est équipé de hauts pieds pour le protéger de l'humidité d'un sol en terre battue. Il peut être à deux niveaux ; dans ce cas, les jeunes dorment à l'étage. Un banc-coffre de même longueur sert de marchepied ainsi que de banc à lingerie le reste du temps. Dans des logements habituellement constitués d'une seule pièce, abritant toute la maisonnée, le lit-clos permet un peu d'intimité et protège du froid en conservant la chaleur. 
Une variante est le lit demi-clos, appelé aussi lit semi-clos : bâti sur trois côtés, il est fermé par des courtines sur la face avant.
Le lit-clos ne doit pas être confondu avec le lit-cage (ou « lit cage », aussi appelé « lit à barreaux »), qui est ouvert au-dessus et est destiné au sommeil d'un enfant en bas âge. Ce type de petit lit est entouré de barreaux qui empêchent l'enfant de partir à quatre pattes lorsqu'il n'est pas surveillé par les adultes.

## Aspects différents

### Bretagne

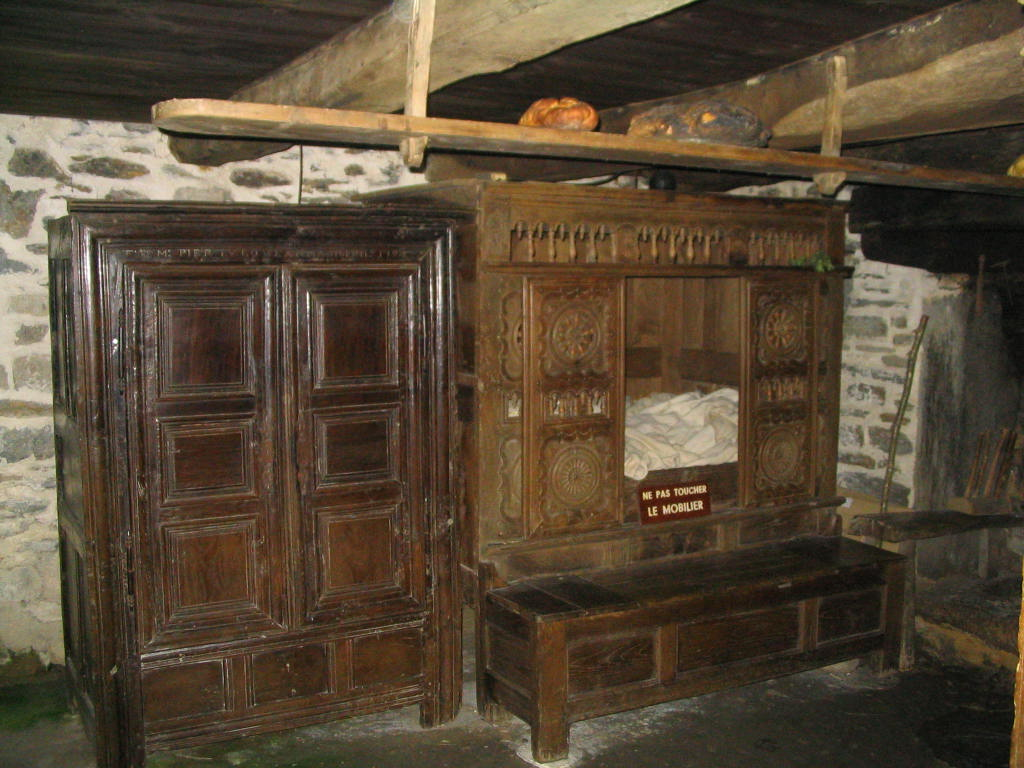
Lit-clos dans le Finistère (Maison Cornec à Saint-Rivoal). Le décor est composé de clous et de fuseaux de buis tourné disposés en galeries à arcatures et en rosaces qui permettent l'aération de la literie.

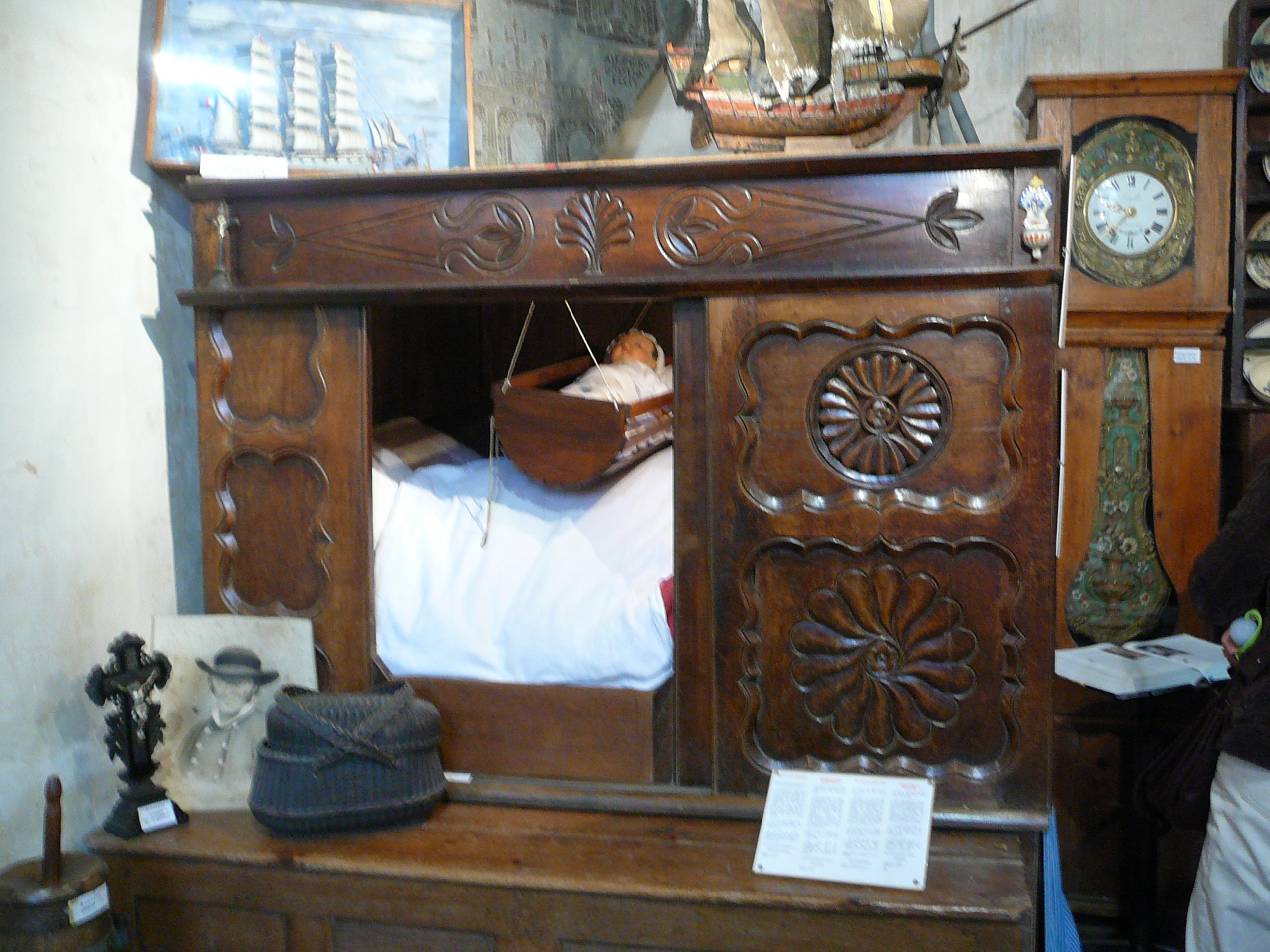
Le berceau pouvait être placé sur le banc voire au-dessus de la couche, à portée de la surveillance des parents, mais hors d'atteinte des rongeurs ou des animaux domestiques.

Le lit-clos (appelé  gwele-kloz ou gwole-cloz) est un meuble traditionnel de la Bretagne, et l'est resté plus longtemps qu'ailleurs en Basse-Bretagne. « Lit d'angle ou de milieu, inscrit dans une longue enfilade de meubles ou au contraire placé de part et d’autre du foyer, lit à une ou deux portes coulissantes, associé à son banc ou à une simple échelle », ce meuble principal des maisons rurales bretonnes était la fierté de ses propriétaires lorsqu'il était sculpté et orné.
Ces lits mesuraient entre 1,60 et 1,70 m ; dimension suffisante parce que les personnes « couchaient presque assis, adossés à trois ou quatre oreillers, ». Le lit demi-clos était fréquent en Ille-et-Vilaine, mais aussi dans le Morbihan et le Trégor où il pouvait coexister avec le lit-clos.
Les plus anciens exemplaires de ce mobilier rural apparaissent au XVIIe siècle dans les milieux aisés qui regroupent dans une salle commune, parents, grands-parents, enfants, valets et servantes. Il se répand surtout à la fin du XVIIIe siècle avec l'augmentation du niveau de vie des paysans, mais la plupart continuent de dormir sur un simple châssis de bois recouvert d'une paillasse. Ne correspondant plus à la norme ni à la mode, les lits-clos ont été progressivement abandonnés aux XIXe et XXe siècles, « quelques-uns étaient toujours utilisés dans les années 1970 ». Il est devenu l'un des objets emblématiques de la Bretagne mais est réputé à tort typiquement breton.
De beaux exemplaires de ces meubles ont été placés dans les musées de Lampaul-Guimiliau, Nantes, Quimper, Rennes, Saint-Brieuc, etc., pendant que la plupart se voyaient plus ou moins reconvertis en bibliothèque, vaisselier, confessional ou en meuble-télé. Beaucoup ont suivi l'émigration bretonne un peu partout en Europe, ou ont été emportés chez eux par des touristes. L'usage de ces lits est combattu par les moralistes (pour les positions qu'ils supposent) et les hygiénistes du XIXe siècle qui relayent le discours médical inspiré par la théorie des miasmes (literie difficile à aérer). Au XXIe siècle, des loueurs de gîtes proposent des nuits dans un authentique lit-clos. Ce mobilier « inspire les designers Erwan et Ronan Bouroullec qui en 2000 créent un lit clos cabane minimaliste et bien loin des traditionnels lits clos breton ».

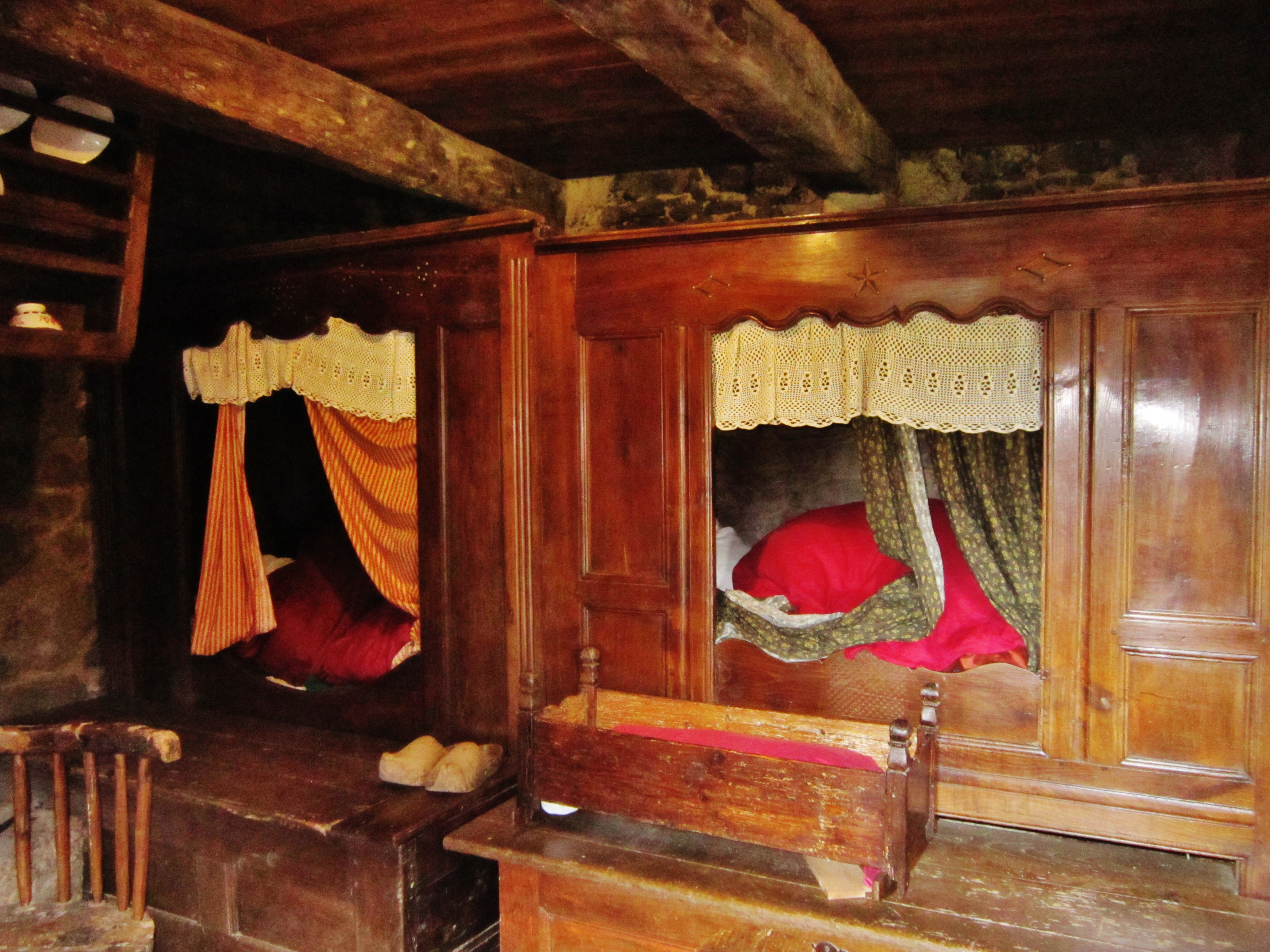
Lits-clos en enfilade, dit « lits wagons »[Note 15].
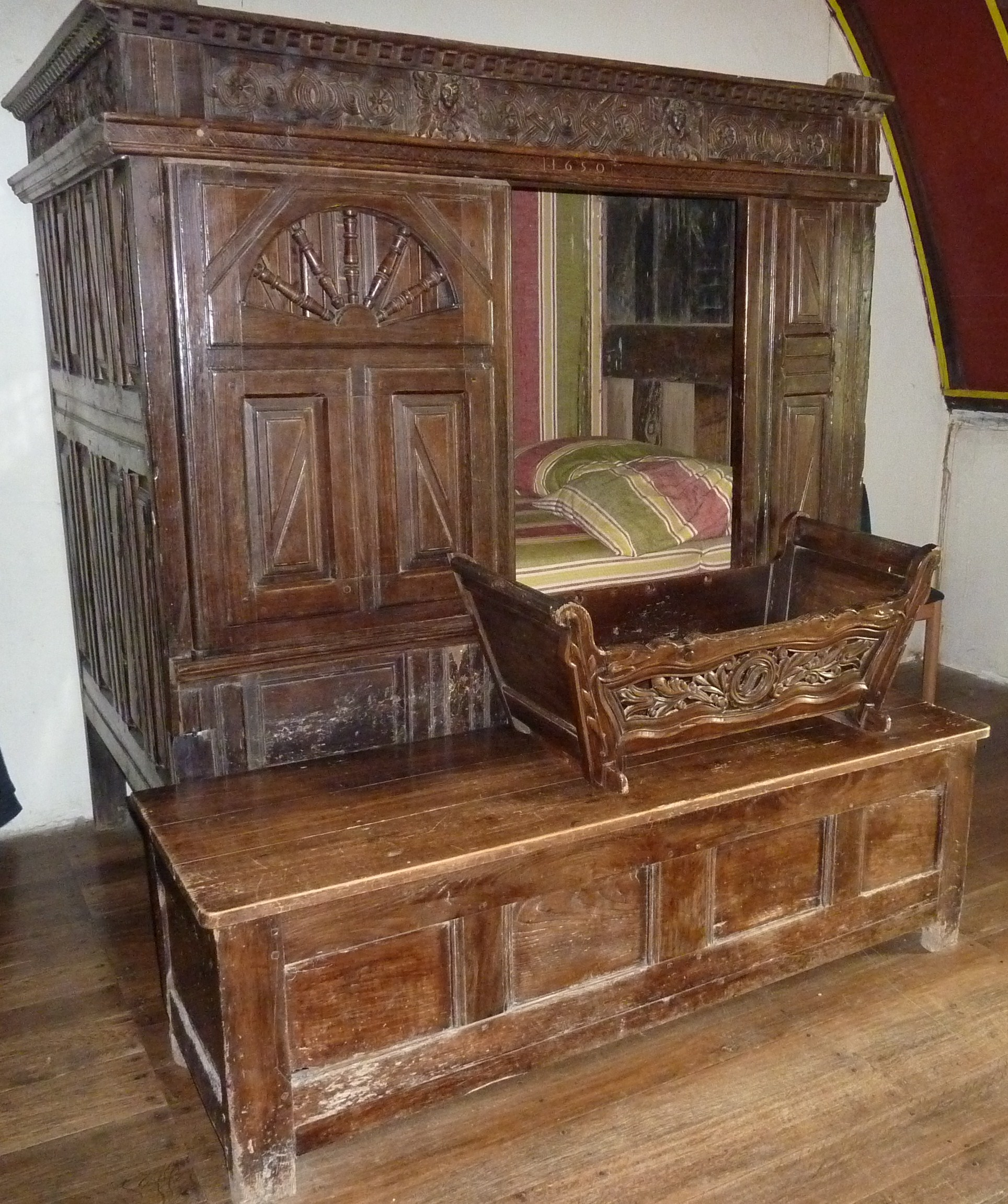
Lit-clos à ouverture décentrée[Note 16].
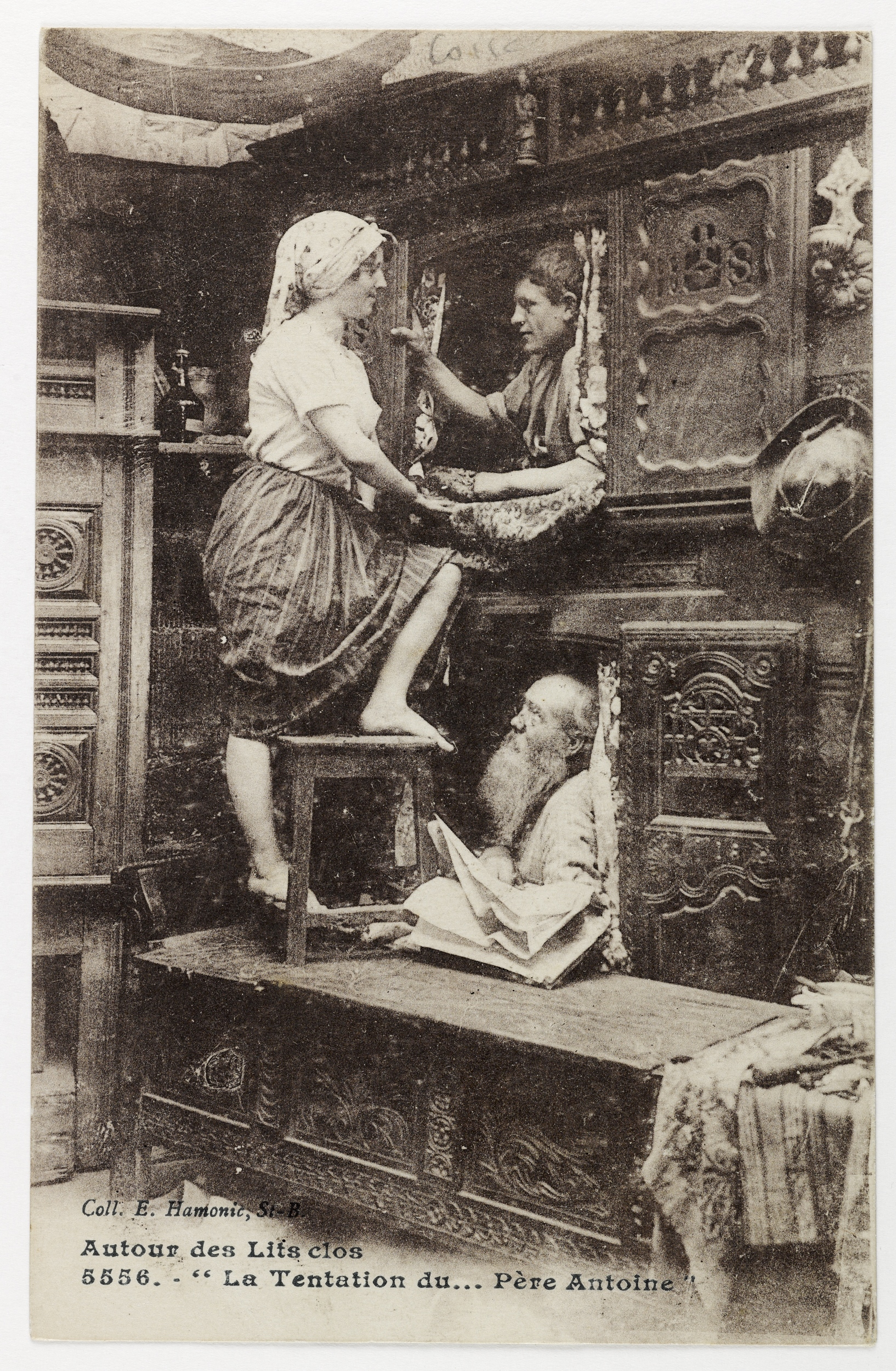
Carte postale égrillarde[Note 17] montrant un lit-clos à deux étages[Note 18].
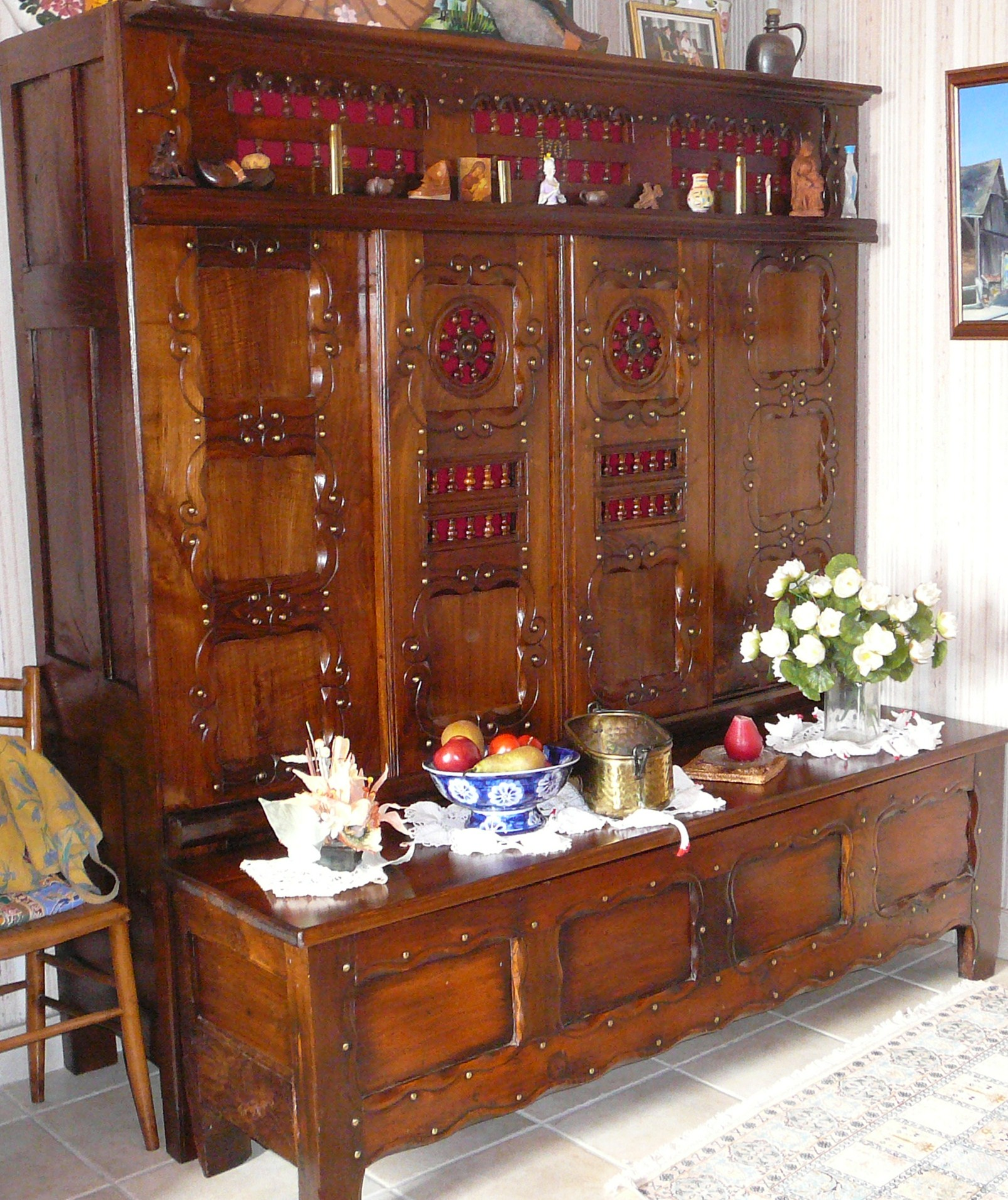
Reconversion d'un lit-clos en buffet.

### Autres pays

', huile sur toile de Pieter de Hooch (c.1658-60).

Depuis le XVIIe siècle, on trouve des lits-clos dans de nombreuses régions françaises (particulièrement en Savoie et en Rouergue) et plus largement dans une bonne partie de l'Europe du Nord.
En Savoie, « comme le lit demi-clos, le lit clos est souvent surélevé dans les maisons à cohabitation humaine-animale, afin que les moutons, se glissant sous la cage, fournissent aux dormeurs une chaleur appréciable ».

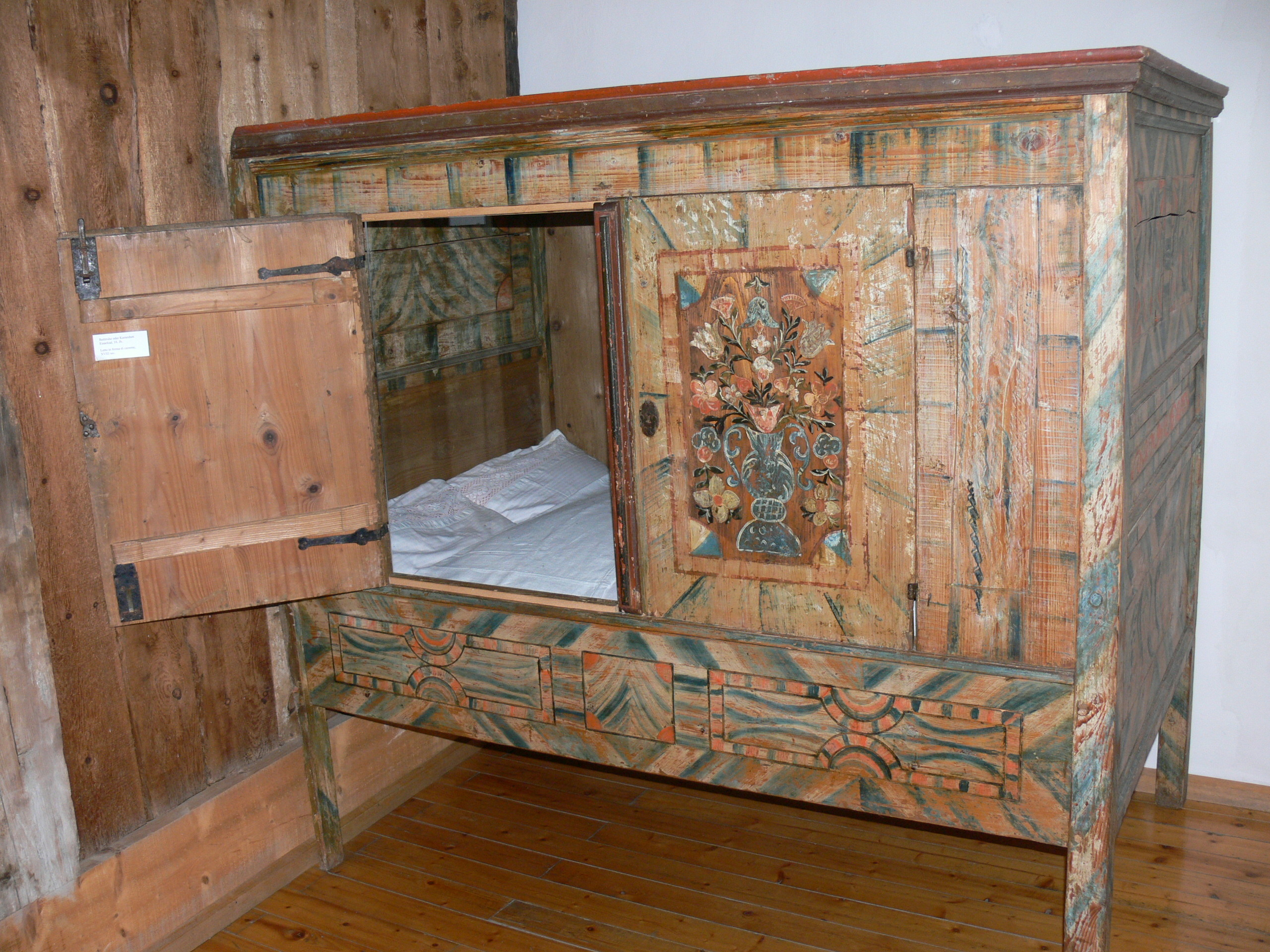
Lit-clos en Autriche.
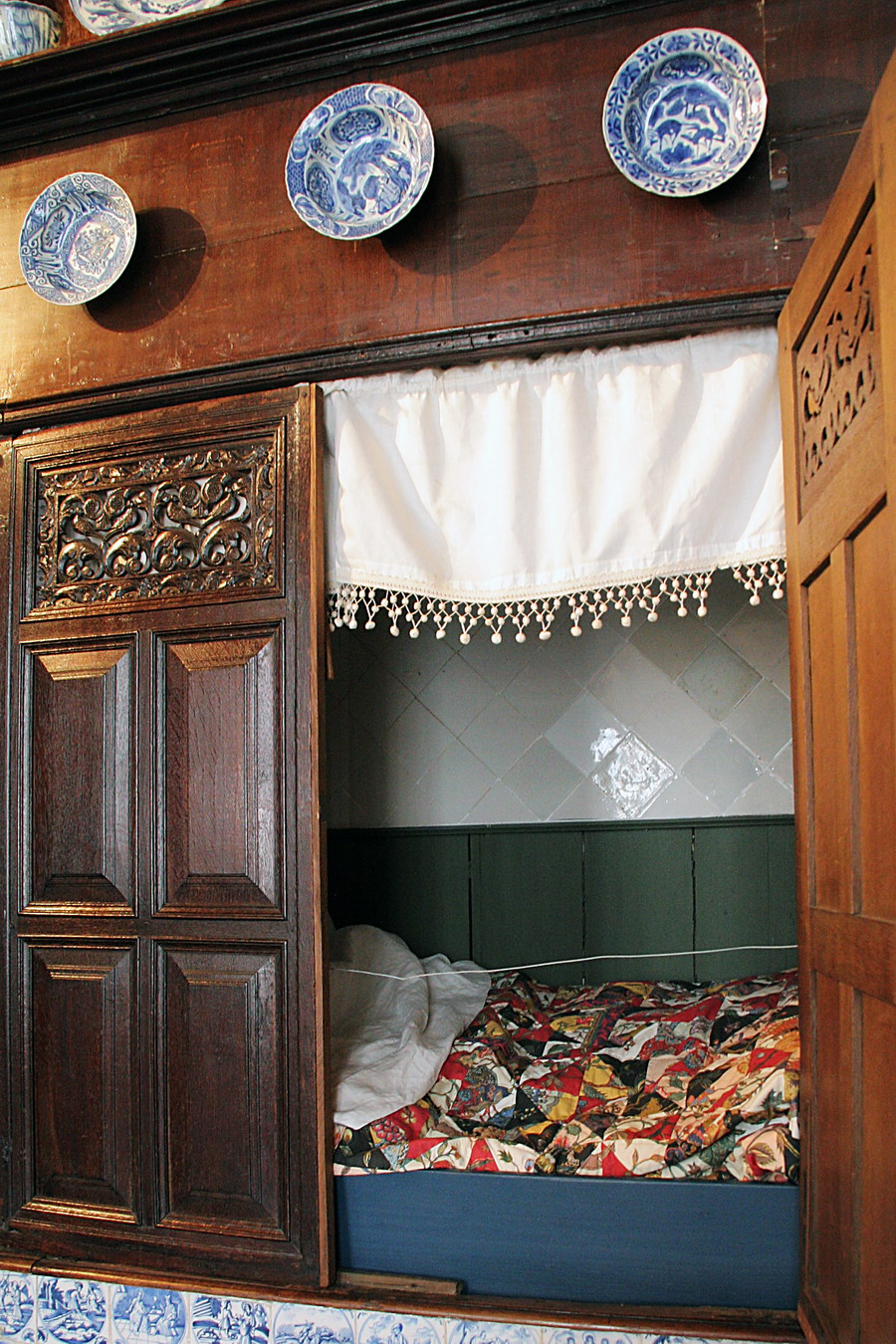
Lit-clos aux Pays-Bas.
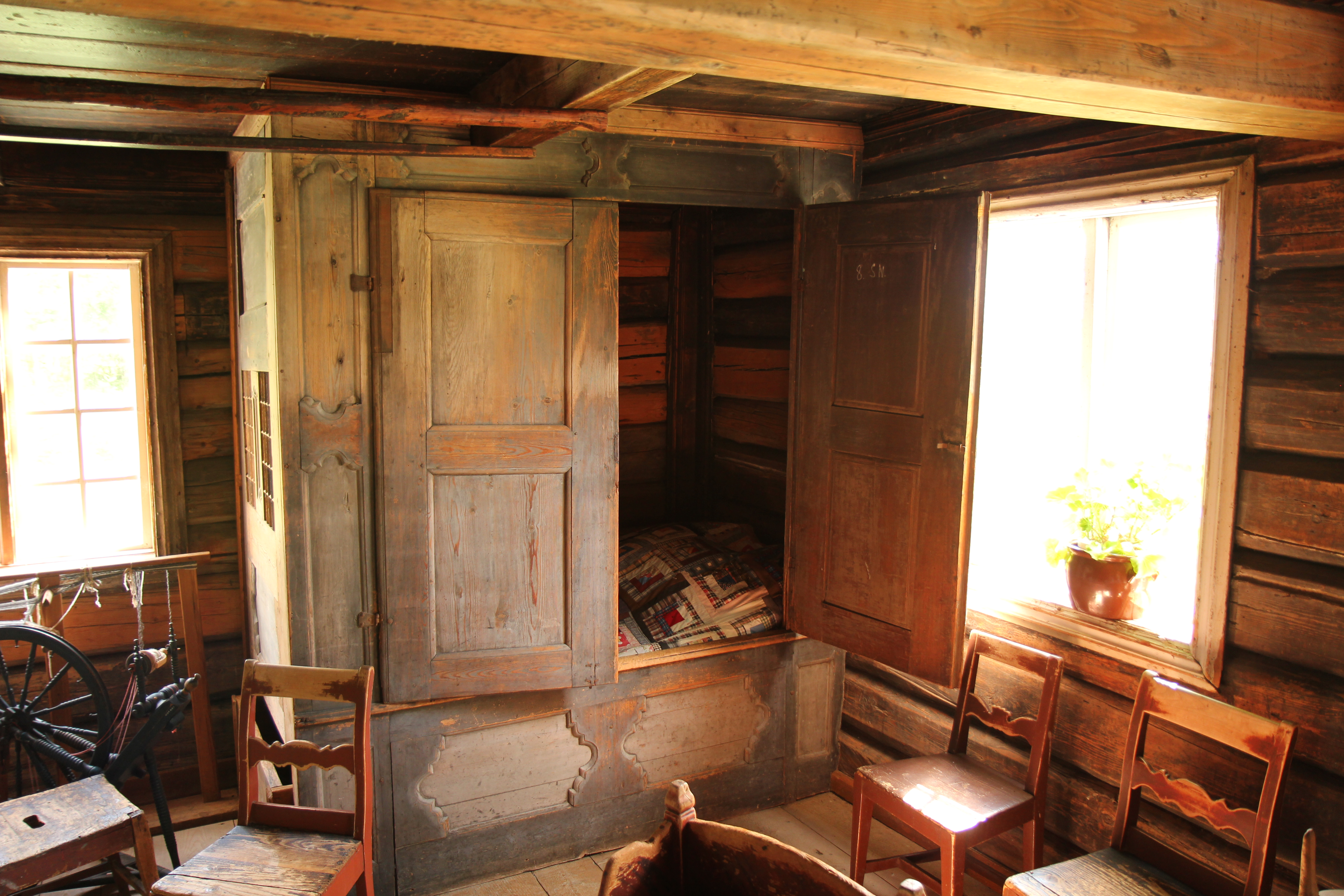
Lit d'angle en Norvège.